# Іванки (Підляське воєводство)
Іванки (пол. Iwanki) — село в Польщі, у гміні Нарва Гайнівського повіту Підляського воєводства. Населення — 54 особи (2011).

## Історія
Засноване наприкінці XV століття. У 1874 році в селі відкрита церковна школа грамоти.
У 1975—1998 роках село належало до Білостоцького воєводства.

## Демографія
Демографічна структура станом на 31 березня 2011 року:
|          | Загалом | Допрацездатний вік | Працездатний вік | Постпрацездатний вік |
| -------- | ------- | ------------------ | ---------------- | -------------------- |
| Чоловіки | 30      | 1                  | 19               | 10                   |
| Жінки    | 24      | 2                  | 4                | 18                   |
| Разом    | 54      | 3                  | 23               | 28                   |